# Jacob Henot
Jacob Henot (* um 1545, wahrscheinlich in Limont bei Waremme, Hochstift Lüttich; † 17. November 1625 in Köln) war ein Postorganisator und Postmeister. Er stand zunächst in Diensten des Augsburger Postmeisters Seraphin II. von Taxis. Im Jahre 1586 wurde er durch Rudolf II. zum kaiserlichen Postmeister in Köln ernannt. Henot war mit Adelheid de Haen (* um 1545, † 1617) verheiratet.

## Postgeschichtliche Voraussetzungen
Nach den Aufständen in den Niederlanden in der zweiten Hälfte des 16. Jahrhunderts kam es zu Zahlungsschwierigkeiten auf der von Spanien bezahlten Niederländischen Postlinie von Antwerpen über Brüssel, Rheinhausen, Augsburg, Innsbruck und Trient nach Italien. Besonders die Posthalter in Württemberg weigerten sich mehrfach, weiter die Post zu befördern. Im letzten Quartal 1576 wurde die Postzentrale in Brüssel geschlossen. Seraphin II. von Taxis aus Augsburg suchte nach einer alternativen Verbindung nach Antwerpen und richtete daher in Köln ein Postamt ein. Die Route führte von Köln über Wöllstein nach Augsburg. Auch Kaiser Rudolf II. verlangte nach den Störungen in den Niederlanden eine Neuordnung der Nachrichtenübermittlung im Reich. Sein wichtigster Helfer wurde der Kölner Postmeister Jacob Henot.

## Henots Werdegang
Jacob Henot war 1571 zusammen mit seiner Frau als wallonischer Flüchtling nach Köln gekommen. Am 17. Oktober 1576 erwarb er die Kölner Bürgerrechte. Nach erfolgreichen Verhandlungen mit dem Kölner Rat im November 1577 ernannte der Augsburger Postmeister Seraphin II. von Taxis seinen Assistenten Johann Menzinger zum Postverwalter in Köln. Ihm zur Seite stellte er Jacob Henot. Gemeinsam errichteten sie eine Fußbotenpostroute nach Wöllstein. Im Februar 1578 wurde Menzinger nach Rheinhausen versetzt, und Henot übernahm das Amt. Am 4. März 1578 kam es zur Einrichtung einer eigenen Poststafette der städtischen Botenanstalten von Augsburg über Frankfurt und Köln nach Antwerpen. Anfang November 1578 befand sich Seraphin wieder in Köln und bestätigte Henot in seinem Amt.

## Postorganisator und Postmeister in Köln
Im Jahre 1579 unternahm der Kaiser den Versuch, unter seiner Schirmherrschaft die Streitereien in den Niederlanden zu schlichten. Während der Kölner Pazifikationstage wandelte Henot ab Juli 1579 die Fußbotenpostroute nach Wöllstein in einen Reitkurs um und organisierte zwischen dem 15. Juli und 3. Oktober eine Reitstafette nach Antwerpen. Henot wollte gegenüber Seraphin unabhängig werden und bewarb sich am 20. Juli 1579 bei Kaiser Rudolf II. um das Postamt in Köln. Seraphin reagierte und schrieb eine Gegenbewerbung. Der Kaiser entschied sich aber am 10. Juni 1580 für Henot als Kölner Postmeister.
Nachdem Leonhard I. von Taxis in Brüssel am 25. Oktober wieder als spanischer Postmeister eingesetzt worden war, kam es zwischen Seraphin II. und Leonhard zu Spannungen, da sich beide bei der Augsburger Postkommission um das Generalpostmeisteramt im Reich bewarben. Henot, der Leonhard von Taxis unterstützte, erhielt daraufhin am 14. Dezember 1580 die Bestallung als spanischer Postmeister für das Kölner Postamt. Im Gegenzug setzte sich Henot im Jahre 1581 dafür ein, dass das Postgeneralat wieder an Leonhard vergeben wurde. Der Erzherzog von Tirol aber lehnte beide Kandidaten ab. Nachdem Seraphin von Taxis im Jahre 1582 gestorben wat, versuchte Henot erneut, für Leonhard I. von Taxis das Generalpostmeisteramt zu sichern. Schließlich stimmte Rudolf II. gegen Auflagen zu.
Während Henots Besuch in Brüssel von Januar bis März 1584 erklärte sich Leonhard von Taxis bereit, die aufgelaufenen Schulden zu bezahlen und erteilte seinem Sohn Lamoral und Jacob Henot den Auftrag, 3000 Kronen aus spanischen Mitteln an die Posthalter im Reich auszuzahlen. Lamoral aber hatte andere Ziele. Er wollte Henot entmachten und strebte selbst das Generalpostmeisteramt im Reich an. Lamoral heiratete im April 1584 in Augsburg die älteste Tochter Seraphins von Taxis, verlangte von der Augsburger Postkommission das Generalpostmeisteramt und forderte im Juli 1584 die Neubesetzung des Kölner Postamtes mit einem Vertrauten namens Johann Baptista Bosco. Henot wehrte sich erfolgreich dagegen.
Mit Unterstützung des Tiroler Erzherzogs und der Augsburger Postkommission stimmte der Kaiser am 14. Juli 1585 zu, Lamoral zum Generalpostmeister im Reich zu machen. Durch den Einspruch des spanischen Königs Philipp II. und Leonhards Protest aber blieb die Ernennung aus.
Kaiser Rudolf II. verpflichtete Henot, auf der Strecke Köln, Rheinhausen, Augsburg, Innsbruck und Trient nach Italien für einen funktionierenden Postbetrieb zu sorgen und ernannte ihn am 8. August 1586 zum kaiserlichen Postmeister in Köln. In den Jahren 1586 und 1587 bemühte sich Henot, die Posthalter wieder zur Aufnahme der Arbeit zu motivieren. Dieser Versuch scheiterte zum Schluss an Zahlungsschwierigkeiten. Ab dem 29. Oktober 1587 kam es in den Poststationen zur erneuten Niederlegung der Arbeit.
Im Jahre 1588 befand sich Henot in Prag. Man hatte ihm das Hofpostmeisteramt in Aussicht gestellt und ließ ihn Pläne für eine Reform der Habsburger Hofpost machen. Er scheiterte jedoch.
Im Jahre 1589 unternahm Henot einen zweiten Versuch, die Posthalter in Tirol, Italien und Württemberg zur Wiederaufnahme der Arbeit zu bewegen. Da der Kaiser mit den geschlossenen Verträgen nicht einverstanden war, reiste Henot Ende Dezember 1589 nach Brüssel, um Leonhard in die Vereinbarung einzubinden.
In den Jahren 1590 und 1591 bemühte sich Henot zusammen mit dem Postkommissar des Kaisers in Köln, dem Grafen von Manderscheid, die Finanzierung der Route Köln, Augsburg, Innsbruck und Trient zu sichern. Dagegen gab es Widerstand von Lamoral von Taxis und von Joseph Calepio, dem Vertreter der Posthalter zwischen Wöllstein und Augsburg. In Köln selbst arbeiteten der städtische Botendienst und der ehemalige Postmeister Bosco gegen Henot.
Vom 12. Mai 1592 bis Mai 1594 hielt sich Henot in Prag auf. Im Februar/März 1594 stellte er für den Kaiser eine Soll – und – Haben – Rechnung der Postfinanzen auf. Eine von den Taxis unabhängige Reichspost zu schaffen, die sich trotz der aufgelaufenen Schulden selbst trug, hatte sich als nicht durchführbar herausgestellt.
So ernannte Rudolf II. am 16. Juni 1595 Leonhard von Taxis zum Generalpostmeister im Reich. Dieser war als einziger in der Lage, eine befriedigende Schuldentilgung vorzunehmen. Unter seiner Leitung war auch Spanien bereit, die Bezahlung der Posthalter auf der Route nach Italien zu übernehmen.
Henot reiste im Dezember 1595 mit seinem Sohn Hartger nach Innsbruck und schloss am 28. Dezember 1595 mit den Posthaltern einen Vergleich. Im Januar 1596 verhandelte er in mehreren italienischen Städten. Auch in Württemberg wurden durch Peter de Herbais und Joseph Calepio Vereinbarungen mit den Posthaltern geschlossen. Alle diese Verträge wurden am 3. März 1596 durch den Kaiser genehmigt.
Am 27. Juli 1596 erhielt Henot die Zusage eines jährlichen Zuschusses von 500 Gulden für die vier Poststationen zwischen Köln und Wöllstein. Am 15. September 1596 bekam Henot einen kaiserlichen Schutzbrief. In der Postordnung vom 16. Oktober 1596 wurden alle Posthalter auf den Brüsseler Generalpostmeister Leonhard I. von Taxis und Jacob Henot vereidigt. Ab dem 5. Januar 1597 ritt die erste Ordinari-Stafette der Kaiserlichen Reichspost von Augsburg nach Brüssel. Am 21. Juli 1597 schloss Henot mit Leonhard in Brüssel einen Dreijahresvertrag über das Postamt in Köln.
Am 6. November 1597 gab es ein verschärftes kaiserliches Mandat gegen das Nebenbotenwesen. Das löste in den nächsten Jahren verstärkte Proteste aller städtischer Botendienste aus. Besonders Henot ging häufig gewaltsam gegen das Nebenbotenwesen vor. Am 29. Mai 1598 verpflichtete Henot den Frankfurter Botenmeister Weigand Uffsteiner als kaiserlichen Postmeister in Frankfurt für den Postkurs Köln – Frankfurt. Am 17. August 1600 wurde zwischen Henot und Leonhard ein neuer Vertrag zum Postamt Köln geschlossen, der für die Lebenszeit des Kölner Postmeisters gelten sollte.

## Entlassung und Wiedereinsetzung
Von Mitte 1601 bis zum 24. März 1604 hielt sich Henot am Kaiserhof in Prag auf. Er konnte dort jedoch nicht verhindern, dass Kaiser Rudolf am 25. Oktober 1603 ein Dekret mit Henots Absetzung als Kölner Postmeister erließ. Ausschlaggebend war das Angebot Lamorals von Taxis, unter Verzicht auf den jährlichen Zuschuss von 500 Gulden die Route von Köln nach Wöllstein selbst zu betreiben.
Am 5. April 1604 akzeptierte der Kölner Rat den Wechsel im Postamt Köln. Neuer Postmeister wurde Johann von Coesfeld, der mit einer Dame aus der Taxis-Familie verheiratet war.
Im Jahre 1605 bemühte sich Henot mit einer erneuten Reise nach Prag, die Wiedereinsetzung im Amt zu erreichen. Mithilfe seiner Söhne Hartger und Seraphin versuchte er es auch beim Mainzer Kurfürsten. Ein Gutachten vom 11. Dezember 1608 fiel zu Henots Gunsten aus. Selbst der geheime Rat des Kaisers entschied sich für ihn. Am 11. Juni 1609 sprachen sich der Kurfürst von Köln, Herzog Maximilian von Bayern, der Kurfürst von Sachsen und der spätere Kaiser Ferdinand für eine Wiedereinsetzung Henots aus. Alle Bemühungen waren erfolglos. Nach dem Tod Kaiser Rudolfs II. im Jahre 1612 zeigte dessen Nachfolger Matthias kein Interesse. Erst als Ferdinand II. 1619 Kaiser wurde, verbesserten sich Henots Aussichten. Anfang 1623 erneuerte Hartger Henot das Gesuch seines Vaters und hatte Erfolg. Auf Beschluss des Reichshofrates vom 13. März 1623 wurde Jacob Henot das Postamt in Köln endgültig zugesprochen. Kaiser Ferdinand beauftragte Karl von Manderscheid und Johann von der Hövelich mit der Wiedereinsetzung. Sie erfolgte am 3. April 1623. Während es mit Lamoral von Taxis am 2. August und am 2. Oktober 1623 zu einer vertraglichen Einigung kam, bekämpfte dessen Sohn Leonhard II. von Taxis weiter die Folgen des kaiserlichen Beschlusses.

## Henots Tod und die Folgen
Mit Henots Tod am 17. November 1625 in Köln verbesserte Leonhard II. von Taxis seine Position im Rechtsstreit erheblich. Am 23. Februar 1626 nahm Johann von Coesfeld die Arbeit als Kölner Postmeister wieder auf. Vorher hatte Henots Familie vergeblich versucht, den Tod zu verheimlichen und seinen einbalsamierten Leichnam in Schwadorf (Brühl) versteckt. Hartger und Katharina Henot versuchten monatelang vergeblich, die Postmeisterei zu behalten. Den Leichnam des Vaters ließen sie erst im November 1626 in der Familiengruft in der Marienkapelle des Kölner Doms beisetzen.
Seit dem Dezember 1626 verhandelte der Kölner Rat mit Leonhard II. über einen neuen Portotaxe-Vertrag, der der Stadt erhebliche Vorteile brachte. Diesen unterzeichnete der Generalpostmeister am 18. Januar 1627, genau an dem Tag, an dem der Kölner Rat die Überweisung Katharina Henots an das Hohe Weltliche Gericht für den folgenden Tag beschloss, die ihr Schicksal wesentlich bestimmte. Katharina wurde nach dreimaliger schwerer Folter in einem Akt von Justizmord als vermeintliche Hexe verurteilt und am 19. Mai 1627 erdrosselt und verbrannt. Hartger Henot gab kurze Zeit später seine Bemühungen um die Schadenersatzansprüche gegenüber der Familie von Taxis auf.

## Eheliche Nachkommen
Angeblich hätte Jacob Henot mehr als 20 Kinder gehabt. Belegbar sind die folgenden sieben Kinder:
- Eberhard Henot († 21. August 1613), Kleriker, Dr. theol., Dekan von St. Kunibert
- Margarethe (Wilhelmine Margarethe Franziska) Henot († 1641), Nonne im Klarissenkloster Sankt Clara, 1627–1628 als angebliche Hexe in Lechenich in Untersuchungshaft.
- Hartger Henot (* 7. Februar 1571 in Köln; † 4. Dezember 1637), Doktor beider Rechte, Kleriker, Domherr
- Katharina Henot (* zwischen 1570 und 1580; † 19. Mai 1627, Hinrichtung als angebliche Hexe), ⚭ 1. mit Heinrich Neuden († 1605), ⚭ 2. mit Johann Albert Maints. Neuden war von 1595 bis 1604 für Henot als Verwalter im Kölner Postamt tätig und wurde 1604 Kellner und Zöllner in Zons, Johann Albert Maints († 1614) wurde 1607 dessen Nachfolger als Kellner und Zöllner
- Judith (* zwischen 1570 und 1585; † zwischen 1617 und 1625), ⚭ Lancelot de Blois aus Deventer
- Seraphin Henot (* wohl 1577/78; † 1634), Doktor beider Rechte, Tätigkeit im Postdienst in Frankfurt bis 1604, Amtmann in Deutz, Kanzlist und Geheimer Rat von Erzherzog Leopold, 1614–1627 Obervogt in Gebweiler.
- Jacobe Juliane (* zwischen 1575 und 1585; † Anfang Juni 1664[3]), ⚭ Wilhelm Stroe († 1. März 1647[4]), Zonser Zöllner und Kellner 1614–1647